# Liang Baotang
Liang Baotang (* 18. November 2003) ist ein chinesischer Leichtathlet, der sich auf den Sprint spezialisiert hat.

## Sportliche Laufbahn
Erste internationale Erfahrungen sammelte Liang Baotang bei den World Athletics Relays 2025 in Guangzhou, bei denen er sowohl mit der chinesischen 4-mal-400-Meter-Staffel der Herren sowie mit der Mixed-Staffel eine Direktqualifikation für die Weltmeisterschaften in Tokio verpasste. Ende Mai gewann er bei den Asienmeisterschaften in Gumi in 3:20,52 min gemeinsam mit Wu Hongjiao, Wumaier Ailixier und Liu Yinglan die Silbermedaille in der Mixed-Staffel hinter dem indischen Team und sicherte sich mit der Männerstaffel in 3:03,73 min gemeinsam mit Zhang Qining, Wumaier Ailixier und Fu Haoran die Bronzemedaille hinter den Teams aus Katar und Indien.
In den Jahren 2023 und 2024 wurde Liang chinesischer Meister in der Mixed-Staffel über 4-mal 400 Meter.

## Persönliche Bestleistungen
- 400 Meter: 45,54 s, 28. Mai 2024 in Chongqing
  - 400 Meter (Halle): 47,72 s, 27. Februar 2024 in Chengdu